# وليد باخشوين
وليد باخشوين مواليد 12 نوفمبر 1989 في المدينة المنورة، هو لاعب كرة قدم سعودي يلعب مع نادي الوحدة ومنتخب السعودية لكرة القدم كلاعب وسط.

## بطولاته
- مع الأهلي:
- الدوري السعودي: 2016
- كأس الخليج للأندية: 2008
- كأس الملك: 2011, 2012, 2016
- كأس ولي العهد: 2015
- كأس السوبر السعودي: 2016

مثل سابقاً النادي الأهلي وانتقل إلى نادي الوحدة عام 2018 .

## روابط خارجية
- وليد باخشوين على موقع ناشيونال فوتبول تيمز (الإنجليزية)
- وليد باخشوين على موقع Soccerway.com (الإنجليزية)